# Jászárokszállás
Jászárokszállás is een plaats (város) en gemeente in het Hongaarse comitaat Jász-Nagykun-Szolnok. Jászárokszállás telt 8267 inwoners (2001).